# Vasikkasaari (ö i Finland, Mellersta Finland, Jyväskylä, lat 62,24, long 25,17)
Vasikkasaari är en ö i Finland. Den ligger i sjön Jämsänvesi och Petäjävesi och i kommunen Petäjävesi i den ekonomiska regionen  Jyväskylä ekonomiska region  och landskapet Mellersta Finland, i den södra delen av landet, 230 km norr om huvudstaden Helsingfors. Öns area är 7,4 hektar och dess största längd är 400 meter i nord-sydlig riktning.